# Canton de Mordelles
Le canton de Mordelles est une ancienne division administrative française, située dans le département d'Ille-et-Vilaine et la région Bretagne.

## Composition
Le canton de Mordelles regroupe les communes suivantes :
| Nom                   | Code Insee | Intercommunalité | Superficie (km2) | Population (dernière pop. légale) | Densité (hab./km2) |
| --------------------- | ---------- | ---------------- | ---------------- | --------------------------------- | ------------------ |
| Mordelles (chef-lieu) | 35196      | Rennes Métropole | 29,76            | 7 228 (2014)                      | 243                |
| Chavagne              | 35076      | Rennes Métropole | 12,44            | 3 696 (2014)                      | 297                |
| Cintré                | 35080      | Rennes Métropole | 8,32             | 2 211 (2014)                      | 266                |
| L'Hermitage           | 35131      | Rennes Métropole | 6,83             | 4 127 (2014)                      | 604                |
| Le Rheu               | 35240      | Rennes Métropole | 18,89            | 8 159 (2014)                      | 432                |
| Saint-Gilles          | 35275      | Rennes Métropole | 20,72            | 4 191 (2014)                      | 202                |

## Histoire
De 1833 à 1848, les cantons de Rennes-Sud-Ouest et de Mordelles avaient le même conseiller général. Le nombre de conseillers généraux était limité à trente par département.

## Représentation

### Conseillers généraux de 1833 à 2015
| Période | Période          | Identité                                    | Étiquette       | Qualité |
| ------- | ---------------- | ------------------------------------------- | --------------- | --- |
| 1833    | 1848             | Marin Jouaust (1795-1867)                   |                 | Président du tribunal civil de Rennes |
| 1848    | 1852             | Louis de Béchenec                           |                 | Propriétaire au Rheu |
| 1852    | 1867             | François Tarot                              |                 | Procureur du roi à Saint-Brieuc puis président de chambre à la cour impériale de Rennes                                                                              |
| 1867    | 1871             | François Veillard                           | Bonapartiste    | Médecin, maire de Mordelles (1865-1874) |
| 1871    | 1877             | Alphonse Marçais-Martin                     | Républicain     | Propriétaire |
| 1877    | 1919 (démission) | Paul de Farcy de La Villedubois (1839-1928) | Droite          | Garde général des Eaux et Forêts à Fougères, maire de Mordelles (1874-1919)                                                                                          |
| 1919    | 1940             | Robert de Toulouse-Lautrec                  | URD             | Propriétaire-exploitant, maire de Mordelles (1919-1965), nommé membre de la commission administrative départementale en 1941, nommé conseiller départemental en 1943 |
|         |                  |                                             |                 | |
| 1945    | 1964             | Robert de Toulouse-Lautrec                  | CNIP            | Maire de Mordelles, président du conseil général (1961-1964) |
| 1964    | 1988             | Jean Châtel                                 | CD puis UDF-CDS | Boulanger, maire du Rheu (1953-1971) |
| 1989    | 2008             | Christian Le Maout                          | PS              | Professeur, maire de L'Hermitage (1983-2008) |
| 2008    | 2015             | Jean-Luc Chenut                             | PS              | DRH archipel habitat Rennes, maire du Rheu (depuis 2001), élu en 2015 dans le canton du Rheu                                                                         |

### Conseillers d'arrondissement (de 1833 à 1940)
| Période                                  | Période          | Identité                                     | Étiquette    | Qualité |
| ---------------------------------------- | ---------------- | -------------------------------------------- | ------------ | --- |
| 1833                                     | 1848             | M. Hardy fils                                |              | Conseiller à la cour royale de Rennes                                                                       |
|                                          |                  |                                              |              | |
| 1870                                     | 1884 (démission) | Vicomte Pierre de Freslon de La Freslonnière |              | Maire du Rheu                                                                                               |
|                                          |                  |                                              |              | |
| 1904                                     | 1940             | Henri de Freslon de La Freslonnière          | Conservateur | Maire du Rheu                                                                                               |
| 1940                                     |                  |                                              |              | Les conseils d'arrondissement ont été suspendus par la loi du 12 octobre 1940 et n'ont jamais été réactivés |
| Les données manquantes sont à compléter. |                  |                                              |              | |

## Démographie
| 1962  | 1968  | 1975   | 1982   | 1990   | 1999   | 2006   | 2011   | 2012   |
| ----- | ----- | ------ | ------ | ------ | ------ | ------ | ------ | ------ |
| 7 507 | 9 949 | 14 457 | 18 585 | 20 718 | 22 748 | 26 473 | 28 485 | 28 711 |